# Ingatorps socken
Ingatorps socken i Småland ingick i Södra Vedbo härad, ingår sedan 1971 i Eksjö kommun i Jönköpings län och motsvarar från 2016 Ingatorps distrikt.
Socknens areal är 147,74 kvadratkilometer, varav land 143,34. År 2000 fanns här 1 649 invånare. Tätorterna Hjältevad och Bruzaholm samt tätorten Ingatorp med sockenkyrkan Ingatorps kyrka ligger i denna socken. 

## Administrativ historik
Ingatorps socken har medeltida ursprung.
Vid kommunreformen 1862 övergick socknens ansvar för de kyrkliga frågorna till Ingatorps församling och för de borgerliga frågorna till Ingatorps landskommun. Denna senare utökades 1952 för att sedan 1971 uppgå i Eksjö kommun. Församlingen uppgick 2005 i Ingatorp-Bellö församling.
1 januari 2016 inrättades distriktet Ingatorp, med samma omfattning som församlingen hade 1999/2000.
Socknen har tillhört samma fögderier och domsagor som Södra Vedbo härad. De indelta soldaterna tillhörde Kalmar regemente, Aspelands kompani och Smålands husarregemente, Södra Vedbo skvadron, Livkompaniet.

## Geografi
Ingatorps socken ligger kring Bruzaån. Socknen består av dalgångsbygd utmed ån och kuperad skogsbygd däromkring som i nordväst är högländ med höjder som når 316 meter över havet.

## Fornlämningar
Flera gravrösen från bronsåldern och ett järnåldersgravfält är kända. En offerkälla, Borga källa finns vid Slammarp.

## Namnet
Namnet (1337 Ingathorp) kommer från kyrkbyn. Förleden är mansnamnet Inge och efterleden torp, nybygge.

### Fotnoter
1. 1 2  Svensk Uppslagsbok andra upplagan 1947–1955: Ingatorp socken
2. 1 2  Harlén, Hans; Harlén Eivy (2003). Sverige från A till Ö: geografisk-historisk uppslagsbok. Stockholm: Kommentus. Libris 9337075. ISBN 91-7345-139-8
3. ↑  ”Församlingar”. Statistiska centralbyrån. https://www.scb.se/hitta-statistik/regional-statistik-och-kartor/regionala-indelningar/forsamlingar/. Läst 30 december 2022.
4. ↑  Administrativ historik för Ingatorp socken (Klicka på församlingsposten). Källa: Nationella arkivdatabasen, Riksarkivet.
5. ↑  Soldater I Ingatorps socken Ingatorps hembygdsförening
6. 1 2  Sjögren, Otto (1931). Sverige geografisk beskrivning del 2 Östergötlands, Jönköpings, Kronobergs, Kalmar och Gotlands län. Stockholm: Wahlström & Widstrand. Libris 9939
7. 1 2 3  Nationalencyklopedin
8. ↑  Fornlämningar, Statens historiska museum: Ingatorps socken
9. ↑  Fornminnesregistret, Riksantikvarieämbetet: Ingatorps socken Fornminnen i socknen erhålls på kartan genom att skriva in sockennamn (utan "socken") i "Ange geografiskt område"
10. ↑  Mats Wahlberg, red (2003). Svenskt ortnamnslexikon. Uppsala: Institutet för språk och folkminnen. Libris 8998039. ISBN 91-7229-020-X. https://isof.diva-portal.org/smash/get/diva2:1175717/FULLTEXT02.pdf